# Begleitmatrix
Die Begleitmatrix ist eine spezielle Matrix, die einem normierten Polynom zugeordnet werden kann. Somit ist eine Begleitmatrix ein Objekt aus der linearen Algebra.

## Definition
Die Begleitmatrix eines normierten Polynoms {\displaystyle n}-ten Grades {\displaystyle f(x)=x^{n}+a_{n-1}x^{n-1}+\dots +a_{1}x+a_{0}} über einem Körper ist die quadratische {\displaystyle n\times n}-Matrix.
{\displaystyle A(f)={\begin{pmatrix}0&0&\dots &0&-a_{0}\\1&0&\dots &0&-a_{1}\\0&1&\ddots &\vdots &-a_{2}\\\vdots &\ddots &\ddots &0&\vdots \\0&\dots &0&1&-a_{n-1}\\\end{pmatrix}}.}
Manchmal wird auch die transponierte Matrix von {\displaystyle A(f)} verwendet, was aber nichts Wesentliches ändert. Man nennt diese spezielle Form der Matrix dann auch Kardinalform.

## Eigenschaften
Das charakteristische Polynom und das Minimalpolynom von {\displaystyle A(f)} sind gerade {\displaystyle f}. Andererseits ist eine {\displaystyle n\times n}-Matrix {\displaystyle A} ähnlich zu der Begleitmatrix des charakteristischen Polynoms von {\displaystyle A} genau dann, wenn das Minimalpolynom und das charakteristische Polynom von {\displaystyle A} identisch sind.
Hat das Polynom {\displaystyle f} genau {\displaystyle n} verschiedene Nullstellen {\displaystyle \lambda _{1},\dots ,\lambda _{n}}, dann ist {\displaystyle A(f)} diagonalisierbar: {\displaystyle VA(f)V^{-1}=\mathrm {diag} (\lambda _{1},\dots ,\lambda _{n})} für die Vandermonde-Matrix {\displaystyle V=V(\lambda _{1},\dots ,\lambda _{n})}.
Hiervon gilt sogar die Umkehrung, das heißt, eine Begleitmatrix {\displaystyle A(f)} ist genau dann diagonalisierbar, wenn {\displaystyle f} genau {\displaystyle \mathrm {grad} (f)} verschiedene Nullstellen hat.
Ein endlich-dimensionaler Vektorraum ist genau dann zyklisch durch einen Endomorphismus erzeugt, wenn eine Basis des Vektorraums existiert bezüglich der die Darstellende Matrix des Endomorphismus die Form einer Begleitmatrix hat.
Im Falle der ebenfalls gebräuchlichen Definition des charakteristische Polynom als {\displaystyle \chi _{A}=\operatorname {det} (A_{f}{-}\lambda E_{n})}, ist das Solche von {\displaystyle A(f)} durch {\displaystyle (-1)^{n}f} gegeben. Der Beweis erfolgt durch Laplace-Entwicklung nach der letzten Spalte, wobei sich das Ergebnis von der Normierten Definition des charakteristischen Polynoms nach der Multilinearität der Determinante um den Faktor {\displaystyle (-1)^{n}} unterscheidet :
Sei {\displaystyle B:=A_{f}-\lambda E_{n}}. Dann gilt
{\displaystyle \chi _{A}=\operatorname {det} (B)=\sum _{i=1}^{n}(-1)^{n+i}b_{in}\cdot \operatorname {det} ({\acute {B}}_{in})}
Für alle {\displaystyle i\in \{1,...,n\}} ist {\displaystyle {\acute {B}}_{in}} in Blockgestalt, also
{\displaystyle {\acute {B}}_{in}={\begin{pmatrix}C_{i}&0\\0&D_{i}\end{pmatrix}}} mit {\displaystyle C_{i}={\begin{pmatrix}-\lambda &&&0\\1&-\lambda &&\\&\ddots &\ddots &\\0&&1&-\lambda \end{pmatrix}}\in \operatorname {Mat} (i-1,K)} ,{\displaystyle D_{i}={\begin{pmatrix}1&-\lambda &&0\\&1&\ddots &\\&&\ddots &-\lambda \\0&&&1\end{pmatrix}}\in \operatorname {Mat} (n-i,K)}
Mit dem Satz über Determinanten von Blockmatrizen und Diagonalmatrizen folgt
{\displaystyle \operatorname {det} ({\acute {B}}_{in})=\operatorname {det} ({C}_{i})\cdot \operatorname {det} ({D}_{i})=(-\lambda )^{i-1}}
Also gilt
{\displaystyle {\begin{aligned}\chi _{A}&=\sum _{i=1}^{n}(-1)^{n+i}b_{in}\cdot \operatorname {det} ({\acute {B}}_{in})\\&=\left(\sum _{i=1}^{n-1}(-1)^{n+i}(-a_{i-1})\cdot (-\lambda )^{i-1}\right)+(-1)^{2n}(-a_{n-1}-\lambda )\cdot (-\lambda )^{n-1}\\&=\left(\sum _{i=1}^{n}(-1)^{n}(a_{i-1})\cdot \lambda ^{i-1}\right)+(-1)^{n}\cdot \lambda ^{n}\\&=(-1)^{n}\left(\left(\sum _{i=1}^{n-1}a_{i}\lambda ^{i}\right)+\lambda ^{n}\right)\\&=(-1)^{n}\cdot f\\\end{aligned}}}

## Anwendung
Begleitmatrizen treten in der Normalformtheorie auf. Die Existenz der Frobenius-Normalform besagt, dass jede Matrix ähnlich zu einer Blockdiagonalmatrix ist, deren Blöcke Begleitmatrizen sind.